# غرو هوم
غرو هوم (بالإنجليزية: Grow Home)‏ هي لعبة فيديو إلكترونية، نشرها شركة يوبي سوفت الفرنسية، صدرت على نظام ويندوز في شهر فبراير سنة 2015م، وصدرت لنظام بلاي ستيشن 4 عن طريق متجر البلاي ستيشن الإلكتروني في شهـر سبتمبر لنفس السنة.